# Glenea mediorufa
Glenea mediorufa är en skalbaggsart som beskrevs av Stefan von Breuning 1968. Glenea mediorufa ingår i släktet Glenea och familjen långhorningar. Inga underarter finns listade i Catalogue of Life.